# Ronnie Drew
Ronald Drew, conosciuto come Ronnie Drew (Dún Laoghaire, 16 settembre 1934 – Dublino, 16 agosto 2008), è stato un cantante e musicista irlandese, famoso per la sua attività cinquantennale col gruppo folk The Dubliners.

## Carriera
Negli anni '50, Drew emigrò in Spagna per insegnare l'inglese e per imparare lo spagnolo e a suonare la chitarra flamenca. Al suo ritorno in Irlanda si esibì al Gate Theatre con John Molloy e poco dopo entrò a tempo pieno nel mondo della musica, facendo nel frattempo vari lavori per mantenersi.
Nel 1962 ha fondato con Luke Kelly, Barney McKenna e Ciarán Bourke il Ronnie Drew Group, che di lì a poco cambiò nome in The Dubliners con l'aggiunta di John Sheahan a dare la definitiva formazione. Il gruppo è diventato in poco tempo uno dei più noti di musica irlandese.
Ronnie ha lasciato una prima volta i The Dubliners nel 1974, ritornando però nel 1979. Nel 1995 ha abbandonato definitivamente il gruppo, sebbene nel 2002 abbia partecipato ad una reunion per celebrare il quarantennale della fondazione.

## Morte
Malato da tempo di cancro alla gola, Drew è morto il 16 agosto 2008 al St. Vincent's Hospital di Dublino a 73 anni. I funerali si sono svolti tre giorni dopo e la salma è stata sepolta al cimitero di Greystones.

## Discografia da solista
- Ronnie Drew (1975)
- Guaranteed (1978)
- Dirty Rotten Shame (1995)
- The Humour Is On Me Now (1999)
- A Couple More Years (con Eleanor Shanley) (2000)
- An Evening With Ronnie Drew (2004)
- El Amor De Mi Vida (con Eleanor Shanley) (2006)
- A New World (EP) (2006)
- There's Life In The Old Dog Yet (2006)
- Pearls (con Grand Canal) (2007)
- The Last Session: A Fond Farewell (2008)

## Filmografia
- Borstal Boy, regia di Peter Sheridan (2000)